# Band and Battalion of the U.S. Indian School
 (janvier 2025).
Pour plus de détails, voir Fiche technique et Distribution.
Band and Battalion of the U.S. Indian School est un film américain muet et en noir et blanc sorti en 1901.